# Ein neuer Sommer
Ein neuer Sommer (Originaltitel: The Perfect Couple) ist eine US-amerikanische Miniserie, die 2024 für Netflix produziert wurde. Die Krimiserie basiert auf dem gleichnamigen Roman von Elin Hilderbrand. Die Hauptrollen haben  Nicole Kidman, Liev Schreiber, Dakota Fanning und Eve Hewson inne. Die Veröffentlichung erfolgte am 5. September 2024 weltweit auf Netflix.

## Handlung
Familienoberhaupt Tag und seine Frau Greer Garrison Winbury, eine berühmte Schriftstellerin, gehören zu den reichsten Familien Nantuckets. Als die Hochzeit von Benji Winbury und seiner Verlobten Amelia Sacks bevorsteht, ist das Interesse groß. Greer ist von der Hochzeit und ihrer zukünftigen Schwiegertochter wenig angetan, möchte jedoch den Ruf der Familie wahren und scheut keine Kosten und Mühe, um die glanzvolle Hochzeit auszustatten.
Am Tag der Hochzeit wird Amelias Trauzeugin, Merritt Monaco, tot am Strand aufgefunden. Amelia glaubt nicht wie alle anderen und die Polizei an einen Suizid und geht der Sache nach. Auf ihrer Suche nach der Wahrheit muss sie sich eingestehen, dass ihre Gefühle für Benji nicht so groß sind wie für Shooter Dival, Benjis Trauzeugen. Sie hatte Benjis Antrag nur wegen der Krebsdiagnose ihrer Mutter angenommen. Amelia und Shooter kommen sich näher und werden dabei von Benji erwischt. Außerdem deckt sie einige Geheimnisse ihrer Freundin und der Familie Winbury auf.
Merritt hatte eine Affäre mit Tag und war von ihm schwanger. Dadurch hätte sich ein Treuhandfonds, der eigentlich zum bevorstehenden 18. Geburtstag des jüngsten Sohns Will auslaufen würde, um weitere 18 Jahre verlängert und keines der Kinder hätte in nächster Zeit Geld erhalten. Der ältere Sohn Thomas hat bei Isabel, seiner Geliebten, Schulden in Höhe von zwei Millionen Dollar. Er versuchte Merritt zu erschießen, wurde jedoch von Isabel abgehalten.
Greer führt mit Tag nur noch eine Ehe auf dem Papier, da sie von dessen Affären weiß. Sie schweigt jedoch, um das öffentliche Erscheinungsbild zu wahren. Sie hat sich bei Shooter Geld geliehen, um ihren Bruder zu unterstützen. Dadurch geraten beide ebenfalls ins Visier der Ermittlungen. Shooter flüchtet und kehrt nach Mumbai zu seiner wohlhabenden Familie zurück. Greer offenbart ihrer Familie am Ende, dass sie früher als Escort gearbeitet und dabei Tag kennengelernt hat. Diese Vergangenheit hatte sie zu verbergen versucht.
Auch die schwangere Abby, Thomas Ehefrau, hat von der Affäre zwischen Tag und Merritt gewusst und Angst um das Vermögen gehabt. Deshalb vergiftete und ertränkte sie Merritt im Meer. Sie wollte für sich und ihr ungeborenes Kind eine sichere Zukunft aufbauen. Sie wusste auch von der Affäre ihres Mannes und dessen Schulden. Als Detektiv Nikki Henry die Beweise findet, wird Abby verhaftet. Am Ende trennen sich Greer und Tag sowie Amelia und Benji.

## Besetzung und Synchronisation
Die deutsche Synchronisation entstand unter dem Dialogbuch von Julius Hasper und der Dialogregie von Michael Ernst durch die Synchronfirma FFS Film- & Fernseh-Synchron GmbH in Berlin.
| Rollenname             | Schauspieler         | Synchronsprecher     |
| Hauptdarsteller        | Hauptdarsteller      | Hauptdarsteller      |
| ---------------------- | -------------------- | -------------------- |
| Greer Garrison Winbury | Nicole Kidman        | Petra Barthel        |
| Tag Winbury            | Liev Schreiber       | Tobias Kluckert      |
| Abby Winbury           | Dakota Fanning       | Lisa May-Mitsching   |
| Amelia Sacks           | Eve Hewson           | Lina Rabea Mohr      |
| Benji Winbury          | Billy Howle          | Amadeus Strobl       |
| Merritt Monaco         | Meghann Fahy         | Kaya Marie Möller    |
| Shooter Dival          | Ishaan Khattar       | Vincent Borko        |
| Thomas Winbury         | Jack Reynor          | Florian Hoffmann     |
| Will Winbury           | Sam Nivola           | Oliver Szerkus       |
| Chloe Carter           | Mia Isaac            | Magdalena Montasser  |
| Nikki Henry            | Donna Lynne Champlin | Frauke Poolman       |
| Dan Carter             | Michael Beach        | Tilo Schmitz         |
| Nebendarsteller        |                      |                      |
| Isabel Nallet          | Isabelle Adjani      | Christin Marquitan   |
| Roger Pelton           | Tim Bagley           | Uwe Büschken         |
| Enid Collins           | Adina Porter         | Katrin Zimmermann    |
| Gosia                  | Irina Dubova         | Denise Gorzelanny    |
| Karen Sacks            | Dendrie Taylor       | Karin David          |
| Bruce Sacks            | Michael McGrady      | Sven Brieger         |
| Deputy Carl            | Nick Searcy          | Reinhard Scheunemann |

## Hintergrund
2019 wurde die Adaption des Elin-Hilderbrand-Romans Ein neuer Sommer durch Fox Entertainment und Jenna Lamia angekündigt. Lamia wurde als Showrunner und Susanne Bier als Regisseurin engagiert, nachdem Netflix im August 2022 die sechsteilige Miniserie in Auftrag gegeben hat. Lamia, Bier und die Buchautorin Hilderbrand sind zusammen mit Nicole Kidman Executive Producer.
Die Hauptrollen wurden im März 2023 besetzt. Die Dreharbeiten fanden zwischen April und Juni 2023 in Massachusetts statt. Dort wurde unter anderem in Chatham, Eastward Point, Harwich und auf Cape Cod. Nachdrehs fanden im September 2023 auf Nantucket statt.
Im Vergleich zum Roman wurde der Name von Celeste Otis in Amelia Sacks geändert.

## Episodenliste
| Nr.                                                                           | Deutscher Titel            | Originaltitel           | Regie        | Drehbuch                                  |
| ----------------------------------------------------------------------------- | -------------------------- | ----------------------- | ------------ | ----------------------------------------- |
| 1                                                                             | Der Abend vor der Hochzeit | Happy Wedding Eve       | Susanne Bier | Jenna Lamia                               |
| 2                                                                             | Das würde sie nie tun      | She Would Never Do That | Susanne Bier | Jenna Lamia & Bryan M. Holdman            |
| 3                                                                             | Die perfekte Familie       | The Perfect Family      | Susanne Bier | Jenna Lamia & Leila Cohan                 |
| 4                                                                             | Die Wahrheit könnte wehtun | Someone Could Get Hurt  | Susanne Bier | Jenna Lamia, Courtney Grace & Evelyn Yves |
| 5                                                                             | Never Gonna Give You Up    | Never Gonna Give You Up | Susanne Bier | Jenna Lamia & Alex Berger                 |
| 6                                                                             | Schon viel besser          | That Feels Better       | Susanne Bier | Jenna Lamia                               |
| Am 5. September 2024 wurden alle Folgen der Serie bei Netflix veröffentlicht. |                            |                         |              |                                           |